# Austria Knochenschau
Die Austria Knochenschau war eine österreichische Pop-Rock-Band mit der Homebase in der Linzer Musikszene in  Oberösterreich. Die Band benannte sich nach der Austria Wochenschau, die bei Gründung der Band das einzige filmische Medium war, das über den Austro-Pop und -Rock regelmäßig berichtete.

## Bandgeschichte
Nach der Rückkehr des Mühlviertlers Hubert Grillberger nach einer internationalen Karriere als Profi-Musiker gründete er Ende der 1970er Jahre zusammen mit Gust Maly die Band. Grillberger war vor allem als Trompeter hauptsächlich in Deutschland, England und Spanien unterwegs gewesen, sattelte aber für seine weitere Musikerkarriere auf Gitarre und Gesang um.
Die Austria Knochenschau löste sich nach dem Tod des Gründungsmitglieds Hubert Grillberger nach fast dreißig Jahren und mehreren Umbesetzungen auf.
Am 13. Februar 2009, dem ersten Jahrestag des Todes von Hubert Grillberger spielten die verbliebenen Bandmitglieder Rudy Pfann, Andreas Wiesinger und Peter Mitterböck ein Tributkonzert im Posthof Linz.

## Gründungsmitglieder
- Hubert Grillberger wurde am 21. September 1948 in Herzogsdorf geboren. 1969 gründete er gemeinsam mit Gust Maly die Austria Knochenschau. Er erlag am 13. Februar 2008 einer Krebserkrankung.
- Gust Maly wurde am 23. September 1949 in Traun geboren. Am 12. Februar 2002 erlag er einem Krebsleiden.

## Diskografie
- 1982: auf dem Sampler Linzer Szene für ein Rockhaus[3] (Park Records)
  - I kann net gnua krieagn (Austria Knochenschau)
  - Afghanistan (Austria Knochenschau)
- 1991: Live At Posthof[4] (Posthof Records)
- 2007: Du bist nix, du host nix, du kaunst nix
- 2009: Best of Austria Knochenschau[5] Fischrecords (Hoanzl)
- 2012: auf dem Soundtrack zum Film Es muss was geben
  - Du bist nix, du host nix, du kaunst nix (Austria Knochenschau)